# Baldeschi
Baldeschi je priimek več oseb:    
- Matteo Baldeschi, italijanski rimskokatoliški škof
- Federico Baldeschi Colonna, rimskokatoliški kardinal